# Pseuderesia nigra
Pseuderesia nigra är en fjärilsart som beskrevs av Cator 1904. Pseuderesia nigra ingår i släktet Pseuderesia och familjen juvelvingar. Inga underarter finns listade i Catalogue of Life.